# Lista episoadelor din Legături invizibile
Legături invizibile (Touch) este un serial de televiziune american creat în genurile thriller dramatic. A fost transmis în premieră pe Fox în perioada 25 ianuarie 2012 - 10 mai 2013. Serialul a fost creat de Tim Kring, în rolurile principale interpretează actorii Kiefer Sutherland, Gugu Mbatha-Raw și David Mazouz.

### Sezonul 1 (2012)
| Nr. în serial | Nr. în sezon | Titlu                             | Regizor               | Scenarist(i)                                                                        | Premiera           | Cod producție | Audiență SUA (milioane) |
| ------------- | ------------ | --------------------------------- | --------------------- | ----------------------------------------------------------------------------------- | ------------------ | ------------- | ----------------------- |
| 1             | 1            | „Tales of the Red Thread” „Pilot” | Francis Lawrence      | Tim Kring                                                                           | 25 ianuarie 2012   | 1ATG79        | 12.01                   |
| 2             | 2            | „1+1=3”                           | Ian Toynton           | Tim Kring                                                                           | 22 martie 2012     | 1ATG01        | 11.81                   |
| 3             | 3            | „Safety in Numbers”               | Stephen Williams      | Carol Barbee                                                                        | 29 martie 2012     | 1ATG02        | 8.92                    |
| 4             | 4            | „Kite Strings”                    | Tucker Gates          | Melinda Hsu Taylor                                                                  | 5 aprilie 2012     | 1ATG04        | 7.15                    |
| 5             | 5            | „Entanglement”                    | Milan Cheylov         | Chris Levinson                                                                      | 12 aprilie 2012    | 1ATG03        | 8.17                    |
| 6             | 6            | „Lost and Found”                  | Stephen Williams      | Robert Levine                                                                       | 19 aprilie 2012    | 1ATG05        | 7.32                    |
| 7             | 7            | „Noosphere Rising”                | Gwyneth Horder Payton | Tim Kring & Carol Barbee                                                            | 26 aprilie 2012    | 1ATG06        | 6.43                    |
| 8             | 8            | „Zone of Exclusion”               | Adam Kane             | Chris Levinson                                                                      | 3 mai 2012         | 1ATG07        | 6.72                    |
| 9             | 9            | „Music of the Spheres”            | Michael Waxman        | Rob Fresco                                                                          | 10 mai 2012        | 1ATG08        | 6.84                    |
| 10            | 10           | „Tessellations”                   | Jon Cassar            | Zach Craley                                                                         | 17 mai 2012        | 1ATG10        | 6.02                    |
| 11            | 11           | „Gyre (Part 1)”                   | Nelson McCormick      | Story by: Jonathan I. Kidd & Sonya Winton Teleplay by: Carol Barbee & Robert Levine | 31 mai 2012        | 1ATG11        | 4.58                    |
| 12            | 12           | „Gyre (Part 2)”                   | Greg Beeman           | Tim Kring & Rob Fresco                                                              | 31 mai 2012        | 1ATG12        | 4.60                    |
| 13            | 13           | „The Road Not Taken”              | Nelson McCormick      | Melinda Hsu Taylor                                                                  | 14 septembrie 2012 | 1ATG09        | 3.07                    |

## Sezonul 2 (2013)
| Nr. în serial | Nr. în sezon | Titlu               | Regizor            | Scenarist(i)     | Premiera          | Cod producție | Audiență SUA (milioane) |
| ------------- | ------------ | ------------------- | ------------------ | ---------------- | ----------------- | ------------- | ----------------------- |
| 14            | 1            | „Event Horizon”     | Nelson McCormick   | Tim Kring        | 8 februarie 2013  | 2ATG01        | 3.94                    |
| 15            | 2            | „Closer”            | Michael Waxman     | Carol Barbee     | 8 februarie 2013  | 2ATG02        | 3.59                    |
| 16            | 3            | „Enemy of My Enemy” | Sanford Bookstaver | Rob Fresco       | 15 februarie 2013 | 2ATG03        | 2.56                    |
| 17            | 4            | „Perfect Storm”     | Nelson McCormick   | Jennifer Johnson | 22 februarie 2013 | 2ATG04        | 2.51                    |
| 18            | 5            | „Eye to Eye”        | Milan Cheylov      | Barry O'Brien    | 1 martie 2013     | 2ATG05        | 2.90                    |
| 19            | 6            | „Broken”            | Matt Earl Beesley  | Karyn Usher      | 8 martie 2013     | 2ATG06        | 2.60                    |
| 20            | 7            | „Ghosts”            | Seith Mann         | David Eick       | 15 martie 2013    | 2ATG07        | 2.22                    |
| 21            | 8            | „Reunions”          | Roxann Dawson      | Brynn Malone     | 22 martie 2013    | 2ATG08        | 2.79                    |
| 22            | 9            | „Clockwork”         | Nelson McCormick   | Carol Barbee     | 29 martie 2013    | 2ATG09        | 2.37                    |
| 23            | 10           | „Two of a Kind”     | Michael Waxman     | Rob Fresco       | 5 aprilie 2013    | 2ATG10        | 2.29                    |
| 24            | 11           | „Accused”           | Adam Kane          | Barry O'Brien    | 26 aprilie 2013   | 2ATG11        | 2.22                    |
| 25            | 12           | „Fight or Flight”   | Milan Cheylov      | Brynn Malone     | 3 mai 2013        | 2ATG12        | 2.19                    |
| 26            | 13           | „Leviathan”         | Nelson McCormick   | Tim Kring        | 10 mai 2013       | 2ATG13        | 2.42                    |

## Legături externe
- Site web oficial
- „Touch” la Internet Movie Database